# グリコマニュファクチャリングジャパン
グリコマニュファクチャリングジャパン株式会社は、江崎グリコグループにおいて、菓子、冷菓、食品、牛乳・乳製品の製造を手掛けている企業。

## 概要
これまで江崎グリコグループにおける菓子・乳製品などの製造事業は子会社14社によって行われてきた。江崎グリコは2020年3月18日、各拠点の菓子や冷菓の製造技術を共有した上で商品の品質向上につなげ、業務プロセスの標準化や間接部門の統合による生産性の向上などを図るべく、製造を担う新会社を同年4月1日付で設立すると発表。本方針に基づき設立されたのが当社である。
同年7月1日付で、関西グリコ、鳥取グリコ、グリコアイクレオ、東北グリコ乳業など14社を吸収合併し、グループにおける製造業務を当社に集約した。製造体制は維持されているが、2019年11月に閉鎖が発表された旧・東北グリコ乳業の工場は当社への統合後に閉鎖された。

## 沿革
- 2020年（令和2年）
  - 4月1日 - グリコマニュファクチャリングジャパン株式会社を設立。
  - 7月1日 - 当社を存続会社として、関西グリコ、鳥取グリコ、関東グリコ、グリコ千葉アイスクリーム、三重グリコ、グリコ兵庫アイスクリーム、茨城グリコ、仙台グリコ、東北グリコ乳業、那須グリコ乳業、東京グリコ乳業、岐阜グリコ乳業、佐賀グリコ乳業、グリコアイクレオの14社を吸収合併。

## 工場
右側の数字は製造所固有記号（確認できるもののみ）
- 本社・大阪工場:22
- 仙台工場（旧：仙台グリコ）:24
- 北本工場（旧：関東グリコ）:21
- 茨城工場（旧：茨城グリコ）
- 千葉工場（旧：グリコ千葉アイスクリーム）:22
- 東京工場（旧：東京グリコ乳業）:43
- 那須工場（旧：那須グリコ乳業）：42
- 三重工場（旧：三重グリコ）
- 神戸工場（旧：関西グリコ）：23
- 兵庫工場（旧：グリコ兵庫アイスクリーム）
- 岐阜工場（旧：岐阜グリコ乳業）:44
- 鳥取工場（旧：鳥取グリコ）：25
- 佐賀工場（旧：佐賀グリコ乳業）：45